# 5990 Panticapaeon
5990 Panticapaeon eller 1977 EO är en asteroid i huvudbältet som upptäcktes den 9 mars 1977 av den rysk-sovjetiske astronomen Nikolaj Tjernych vid Krims astrofysiska observatorium på Krim. Den har fått sitt namn efter den antika hamnstaden Pantikapaion.
Asteroiden har en diameter på ungefär 4 kilometer.